# 譚燕玉
譚燕玉（英語：Vivienne Tam，1957年11月28日—），美國籍香港時裝設計師，曾被美國《福布斯》雜誌選為「二十五位美籍華人翹楚」之一。獨特的背景造就了她獨樹一幟的跨文化設計風格。其宣導「融合東西」（East Meets West）的設計理念受國際時裝界推崇，多項跨界合作，如為惠普電腦設計的全球首款Digital Clutch，更被譽為將創新科技與時尚完美結合的先驅。除著作得獎書籍《China Chic》（中國風）外，她的經典設計如「觀音」、「牡丹」等，亦被美國紐約大都會藝術博物館、美國匹茲堡安迪·沃荷博物館、英國倫敦維多利亞與亞厘畢博物館及等多個知名博物館永久收藏。

## 生活背景
譚燕玉1957年于廣州出生，3歲時隨父母移居香港，其後以優異成績畢業于香港理工學院（即今香港理工大學）設計系。譚燕玉于1981年遠赴美國紐約，並于1990年創立以自己名字為名的品牌。目前「Vivienne Tam」的專門店已遍佈全球各地。

## 設計風格
谭燕玉作為時下最當紅的華裔服裝設計師，于香港理工大學畢業後，隻身一人獨闖紐約。當年的中國元素並不似現在一般炙手可熱，谭燕玉讓紐約時尚圈認可了她所傳播的China Chic「中國概念」。2010年6月9日是上海世博會世界貿易中心協會館榮譽日，華裔著名設計師譚燕玉的時裝秀為榮譽日增添了風采。時裝秀結束後，世界貿易中心協會總裁杜蘇裡也走上T型舞臺，向譚燕玉獻花祝賀。呈現在T型臺上的服裝造型，滲透著中國文化的烙印。譚燕玉立足國際時尚界多年，被西方媒體冠以「新一代中國代表」。她的作品巧思妙想，從中國文化中擷取靈感，銳意創新。她的作品融入了中國畫的留白、寫意山水、工筆花鳥、書法骨架，化作時尚符號。譚燕玉在歐美時裝界知名度很高，在T型舞臺上為東方時尚贏得了大批擁躉，以服飾的語言向世界詮釋中華文化的多彩繽紛和博大精深。譚燕玉表示，當人們都去膜拜西方時，她卻要回頭尋找自己的根，做尋找根源的事情。她熱愛一切與中國相關的東西，只有在中國文化中才能激發自己的創作靈感。

## 演出紀錄
以下列出譚燕玉歷年來參與的大型時裝表演紀錄：
| 日期                 | 演出地點             | 節目名稱                                                              | 場數 | 備註                                                     | 來源  |
| -------------------- | -------------------- | --------------------------------------------------------------------- | ---- | -------------------------------------------------------- | ----- |
| 2022年12月17日至18日 | 香港中環海濱活動空間 | 《Drive In Ultra: LOVFINITY Vivienne Tam x Leon Lai Fashion Concert》 | 2場  | 率領20個模特兒展示其設計的「紐約時裝周2023」春夏系列時裝 | [ 1 ] |

## 外部連結
- 譚燕玉官方網站（页面存档备份，存于）（英文）
- 譚燕玉（页面存档备份，存于）在海報時尚網（简体中文）
- Vivienne Tam（页面存档备份，存于） in the Fashion Model Directory（英语：Fashion Model Directory）